# П'єр Бушар
П'єр Бушар (фр. Pierre Bouchard, нар. 20 лютого 1948, Лонгьой) — колишній канадський хокеїст, що грав на позиції захисника.
Син Еміля Бушара.

## Ігрова кар'єра
Професійну хокейну кар'єру розпочав 1970 року.
1965 року був обраний на драфті НХЛ під 5-м загальним номером командою «Монреаль Канадієнс». 
Протягом професійної клубної ігрової кар'єри, що тривала 13 років, захищав кольори команд «Монреаль Канадієнс», «Вашингтон Кепіталс», Клівленд Баронс, «Монреаль Вояжерс» та «Герші Берс».

## Нагороди та досягнення
- Володар Кубка Стенлі в складі «Монреаль Канадієнс» — 1971, 1973, 1976, 1977, 1978.

## Статистика
| Сезон        | Клуб                 | Ліга         | Регулярний сезон | Регулярний сезон | Регулярний сезон | Регулярний сезон | Регулярний сезон | Плей-оф | Плей-оф | Плей-оф | Плей-оф | Плей-оф |
| Сезон        | Клуб                 | Ліга         | І                | Г                | П                | О                | ШХ               | І       | Г       | П       | О       | ШХ      |
| ------------ | -------------------- | ------------ | ---------------- | ---------------- | ---------------- | ---------------- | ---------------- | ------- | ------- | ------- | ------- | ------- |
| 1969-70      | «Монреаль Вояжерс»   | АХЛ          | 65               | 5                | 13               | 18               | 124              | 8       | 1       | 3       | 4       | 24      |
| 1970-71      | «Монреаль Канадієнс» | НХЛ          | 51               | 0                | 3                | 3                | 50               | 13      | 0       | 1       | 1       | 10      |
| 1971-72      | «Монреаль Канадієнс» | НХЛ          | 60               | 3                | 5                | 8                | 39               | 1       | 0       | 0       | 0       | 0       |
| 1972-73      | «Монреаль Канадієнс» | НХЛ          | 41               | 0                | 7                | 7                | 69               | 17      | 1       | 3       | 4       | 13      |
| 1973-74      | «Монреаль Канадієнс» | НХЛ          | 60               | 1                | 14               | 15               | 25               | 6       | 0       | 2       | 2       | 4       |
| 1974-75      | «Монреаль Канадієнс» | НХЛ          | 79               | 3                | 9                | 12               | 65               | 10      | 0       | 2       | 2       | 10      |
| 1975-76      | «Монреаль Канадієнс» | НХЛ          | 66               | 1                | 11               | 12               | 50               | 13      | 2       | 0       | 2       | 8       |
| 1976-77      | «Монреаль Канадієнс» | НХЛ          | 73               | 4                | 11               | 15               | 52               | 6       | 0       | 1       | 1       | 6       |
| 1977-78      | «Монреаль Канадієнс» | НХЛ          | 59               | 4                | 6                | 10               | 29               | 10      | 0       | 1       | 1       | 5       |
| 1978-79      | «Вашингтон Кепіталс» | НХЛ          | 1                | 0                | 0                | 0                | 0                | --      | --      | --      | --      | --      |
| 1979-80      | «Вашингтон Кепіталс» | НХЛ          | 54               | 5                | 9                | 14               | 16               | --      | --      | --      | --      | --      |
| 1980-81      | «Вашингтон Кепіталс» | НХЛ          | 50               | 3                | 7                | 10               | 28               | --      | --      | --      | --      | --      |
| 1981-82      | «Герші Берс»         | АХЛ          | 62               | 2                | 10               | 12               | 26               | 5       | 0       | 0       | 0       | 6       |
| 1981-82      | «Вашингтон Кепіталс» | НХЛ          | 1                | 0                | 0                | 0                | 10               | --      | --      | --      | --      | --      |
| Усього в НХЛ | Усього в НХЛ         | Усього в НХЛ | 595              | 24               | 82               | 106              | 433              | 76      | 3       | 10      | 13      | 56      |